# 卡伊拉诺
卡伊拉诺（義大利語：Cairano），是意大利阿韦利诺省的一个市镇。总面积13.83平方公里，人口374人，人口密度27.0人/平方公里（2009年）。ISTAT代码为064013。